# Corsalettes
Corsalettes (toponimo francese) è una frazione del comune svizzero di Grolley, nel Canton Friburgo (distretto della Sarine).

## Storia

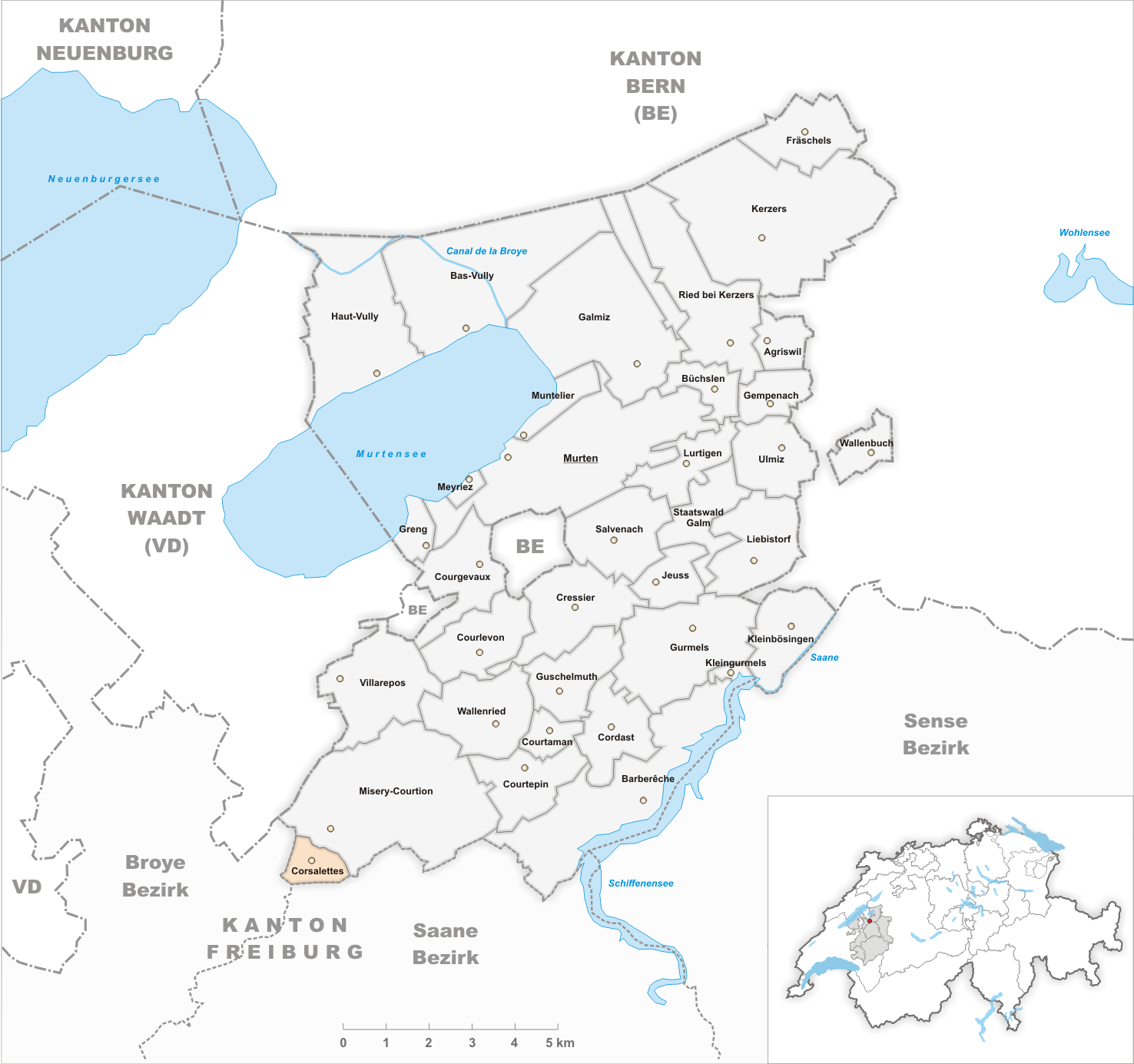
Il territorio del comune di Corsalettes prima degli accorpamenti comunali del 2000

Già comune autonomo appartenente al distretto di See, il 22 marzo 2000 è stato accorpato a Grolley.

## Società

### Evoluzione demografica
L'evoluzione demografica è riportata nella seguente tabella:
Abitanti censiti

## Amministrazione
Ogni famiglia originaria del luogo fa parte del comune patriziale che ha la responsabilità della manutenzione di ogni bene comune.